# Tierra Colorada (Cuajinicuilapa)
Tierra Colorada es un poblado de la Costa Chica que se ubica en el municipio de Cuajinicuilapa, situado frente al Océano Pacífico en el estado de Guerrero (México).

## Datos geográficos
Tierra Colorada pertenece al municipio de Cuajinicuilapa. Está a 30 metros sobre el nivel del mar, y a 3 km de distancia de la franja costera del Océano Pacífico, A la cual se le nombró reserva ecológica de la tortuga laúd. Se comunica con la cabecera municipal por la carretera secundaria Cuajinicuilapa - Tierra Colorada, que la atraviesa por las comunidades de Montecillos, San Nicolás, Altos de Baraña y Maldonado hasta llegar al poblado. El recorrido es de 32 km, y la duración habitual del viaje, de 45 minutos.

## Transporte
Para llegar al poblado, tomaremos como referencia la ciudad de Acapulco, desde la que tenemos dos tipos de transportes: 
1. Autobús: se toma en la terminal de Ejido o en la terminal de Las Cruces con destino a Cuajinicuilapa. 
2. Taxis colectivos: los tomaremos en las cruces. Ya estando en Cuajinicilapa nos dirigiremos al zócalo donde a un costado encontraremos los taxis colectivos que nos llevarán al poblado en unos 45 minutos.

## Historia
Tierra Colorada nace con la llegada de Carlos A. Miller, ingeniero mecánico estadounidense de origen alemán. Fue dueño de grandes extensiones de tierras que comprendían todo Cuajinicuilapa. Eran cerca de 125 mil hectáreas. Miller tenía grandes cantidades de ganado, y campos de algodón. Los vaqueros se quedaban en diferentes partes de la hacienda y sembraban maíz, y fueron quedándose con pequeñas extensiones de tierra. Muchos de los trabajadores de Miller eran esclavos negros traídos de África. Algunos venían del puerto de Yatulco (hoy Huatulco) y de los ingenios de Atlixco; aprovecharon lo aislado de la zona para establecer pequeñas comunidades donde pudieran reproducir sus patrones culturales y vivir con cierta tranquilidad lejos de sus crueles represores.
Primeros pobladores:

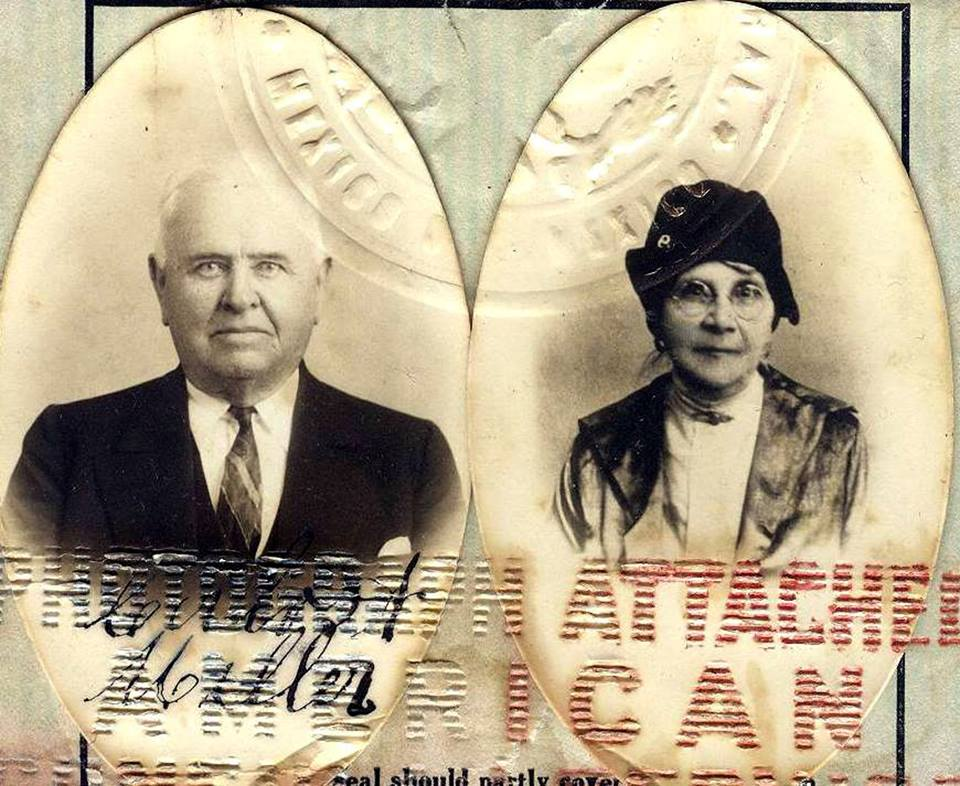
Carlos Miller y su esposa. La dama es hermana de la madre de Juan R. Escudero.

tierra colorada nació siendo un pequeño rancho donde 
vivían los vaqueros que cuidaban el ganado del Sr. German Miller y poco a poco los vaqueros le fueron pidiendo áreas de terrenos al Sr. Miller para tener a su familia y así poco a poco fueron llegando personas de otros lados traídas por los primeros habitantes, en aquellos tiempos había mucho terreno que el señor miller fue dejando en el olvido y la gente que fue llegando fue tomando posesión de ellos y así es como nace tierra colorada. esta es una reseña de algunos de los fundadores de tierra colorada.

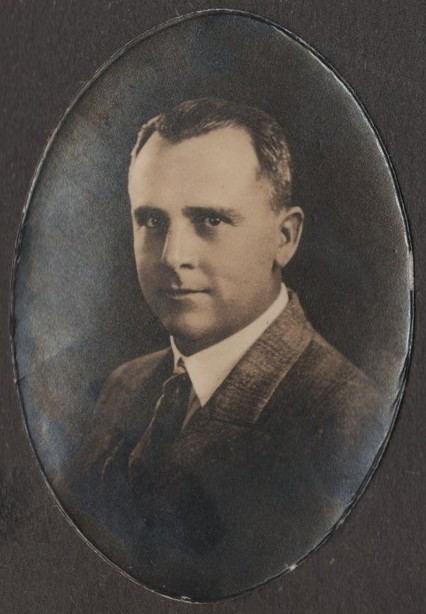
Carlos Germán Miller Reguera.